# Christian Holzapfel
Christian Holzapfel (* 9. Februar 1937 in Haderslev, Dänemark) ist ein deutscher Physiker. Er arbeitete fast 40 Jahre am Kernforschungszentrum Jülich in verschiedenen Instituten; seit März 2002 ist er in Rente.

## Leben und Familie
Aufgewachsen ist Christian Holzapfel in Kopenhagen; Schulbesuche u. a. dort und in Österreich mit der Matura in Linz an der Donau. Die Mutter war Else Holzapfel, geborene Lundbye (* 2009; † 2006), der Vater war der Meteorologe Rupert Holzapfel (* 1905; † 1960). Er studierte 1957 bis 1963 Physik in Frankfurt am Main (Diplomarbeit am Institut für Kernphysik 1961; Dipl. Phys. 1963), kam 1962 nach Jülich und forschte 1972/1973 an der Michigan State University in East Lansing in der Biophysik. Seine Dissertation an der Technischen Hochschule in Wien (Dr. techn.) galt dem Gebiet der Plasmaphysik und der Photosynthese. 
In Jülich arbeitete er in den verschiedensten Gebieten (Plasmaphysik, Membranphysik, Biophysik, Meteorologie und Klimaforschung, Energieforschung, troposphärische Chemie, Computersimulation u. a.), sein Hauptinteresse gilt den Grundlagen der Physik. 
Christian Holzapfel war verheiratet mit Ingeborg Holzapfel, geborene Eckenhoff (* 1935; † 2016), und hat drei Söhne: Rupert Holzapfel (* 1960), Professor für das Fachgebiet „Internationale Tourismuswirtschaft / Internationales Tourismusmanagement“ an der Hochschule in Bremen; Stefan Holzapfel (* 1960), Spezialist für Informationstechnik in Hennef; Thomas Holzapfel (* 1968), u. a. „freier Aktionskünstler“ in Düsseldorf. Sein Bruder ist der Folklorist Otto Holzapfel (* 1941).

## Veröffentlichungen (Auswahl)
- Die Berechnung der elektrischen Leitfähigkeit eines Plasmas unter spezieller Berücksichtigung des Anregungsverlustes und der Diffusion der Ladungsträger. Jülich 1969 (Dissertation).
- Über elektrische Verluste im MHD-Generator. Jülich 1971.
- Zur Computersimulation der troposphärischen Chemie. Jülich 1987.
- Das Klimasystem unserer Erde. Jülich 1994.
- Die Metamorphose des Elektrons. Books on Demand 2020.

| Personendaten    | Personendaten        |
| ---------------- | -------------------- |
| NAME             | Holzapfel, Christian |
| KURZBESCHREIBUNG | deutscher Physiker   |
| GEBURTSDATUM     | 9. Februar 1937      |
| GEBURTSORT       | Haderslev, Dänemark  |